# Línea 59 (Buenos Aires)
La línea 59 es una línea de colectivos de la Ciudad de Buenos Aires. Une el barrio de Barracas con el norte de la ciudad.

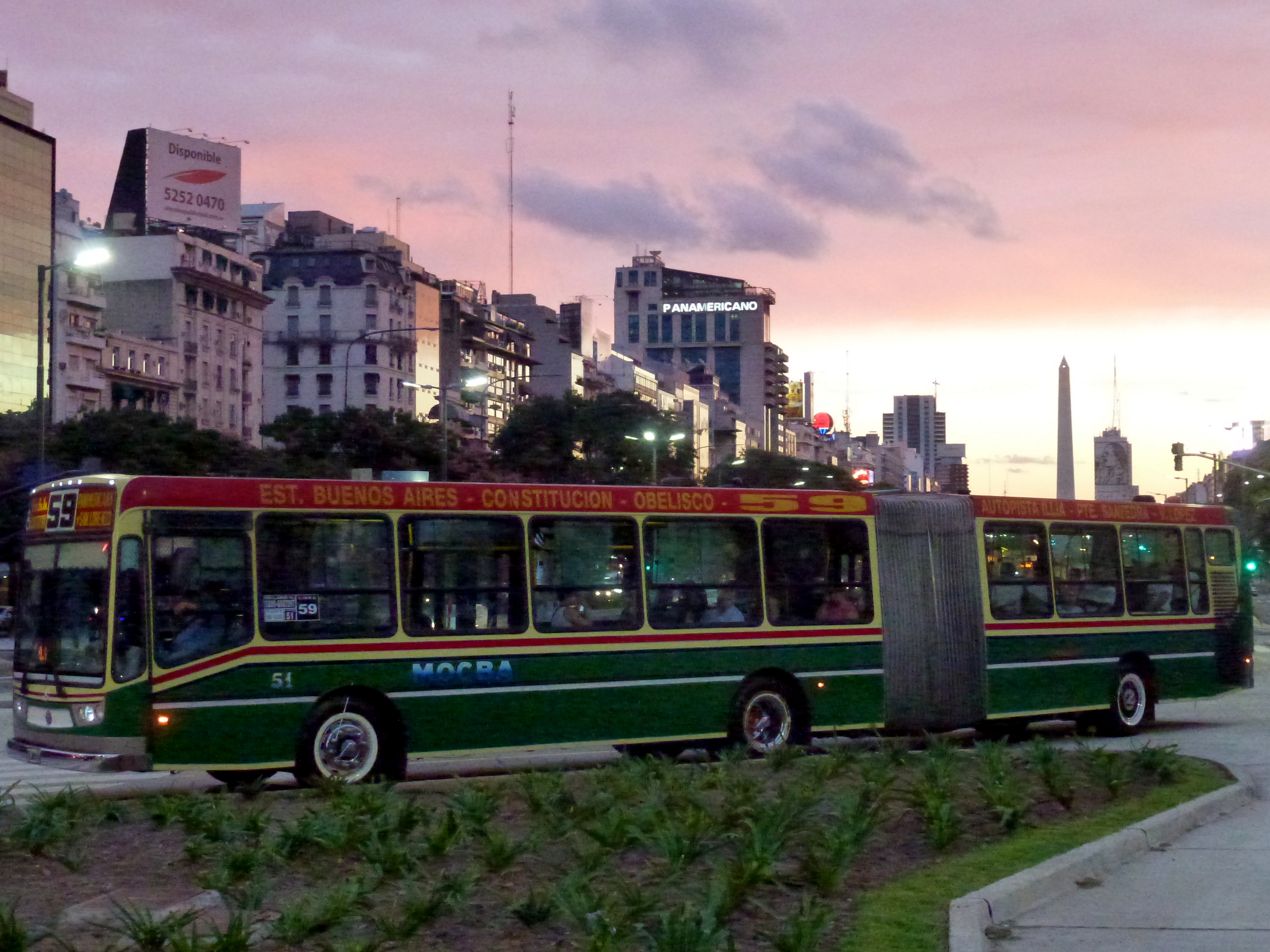
Unidad de con fuelle articulado transitando por la Avenida 9 de Julio.

La línea 59, junto a la 60 y a la 152 son de las más famosas y turísticas de la capital argentina. La línea 59 es la más antigua de la ciudad, creada el 27 de septiembre de 1928.
Tiene una de las flotas más modernas de todo el AMBA.
Es operada por Microomnibús Ciudad de Buenos Aires SATCI, o más conocida por sus siglas, MOCBA, junto a la Línea 95 recientemente en el año 2024 junto con su empresa operadora, Antartida Argentina SA.

## Unidades

### En circulación
112 unidades.

### Modelos
- Mercedes Benz O500UA-2836 articulado, carrozados por Metalpar, incorporados en 2013 a raíz de que la 59 usaría el Metrobús de la Avenida 9 de julio
- Mercedes Benz OH1721LSB Bluetec 5, los cuales incorporan la norma Euro V de emisión de gases, a partir de 2016, carrozados en su mayoría por Ugarte y La Favorita, también hay algunas unidades Metalpar y Nuovobus.

Desde 2012 comenzaron a incorporarse unidades con aire acondicionado, en 2019 pusieron en servicio 2 unidades de colectivos eléctricos fabricado por Yutong siendo la primera línea argentina en poner este tipo de buses.

## Recorridos

### TroncalEst. Buenos Aires-MunroX 1LA LUCILA
Ida: Desde Luna 1297 por ésta, Olavarría 3300-2900, Avenida Vélez Sarsfield 800-550, Avenida Amancio Alcorta 2000-1400, Avenida Doctor Ramón Carrillo 1-50, Doctor Enrique Finochietto 1300-1200, Salta 2200-1700, Avenida Brasil 1200-1000, Bernardo De Irigoyen 1500-1300, Av. 9 de Julio, Carlos Pellegrini 900-1100, Avenida Santa Fe, Avenida Callao, Avenida General Las Heras 2100-4300, Calzada Circular De Plaza Italia, Avenida Santa Fe 4200-4900, Avenida Luis María Campos 1-1200, Avenida Federico Lacroze 1800-1700, Soldado de la Independencia 1100-1200, Teodoro García 1800-2400, Avenida Cabildo 900-5000, Cruce Avenida General Paz, Avenida Maipú, Francisco Borges, La Rioja, Roma, Guillermo Rawson, Paraná, Juan De Garay, Díaz Vélez, Coronel Uzal, San Lorenzo, Intendente Coronel Amaro Ávalos Hasta Domingo De Acassuso.
Regreso: Desde Intendente Coronel Amaro Ávalos Y Domingo De Acassuso Por Domingo De Acassuso, Cazadores De Coquimbo, San Lorenzo, Colectora de la Autopista Ingeniero Pascual Palazzo, Debenedetti, Avenida Maipú , Paraná, Guillermo Rawson, Mariano Pelliza, Salta, Juan Bautista Alberdi, Avenida Maipú, Cruce Avenida General Paz, Avenida Cabildo 5000-1000, Avenida Federico Lacroze 2500-1900, Avenida Luis María Campos 1200-1, Avenida Santa Fe 4900-4100, Calzada Circular De Plaza Italia, Avenida General Las Heras 4300-1600, Montevideo 1400-1100, Avenida Santa Fe 1600-900, Av. 9 de Julio, Lima 1340-1400, Constitución 1100-1200, Lima Oeste 1400-1700, Avenida Brasil 1200-1100, Lima 1700-2000, Avenida Caseros 1300-1500, Av. Amancio Alcorta 1400-1700, Los Patos 1700-2000, Avenida Vélez Sársfield 300-800, Olavarría 2900-3300, Luna hasta el 1297.

### Troncal 2Est. Buenos Aires-MunroX 2 BARRIO GOLF
Ida: Desde Luna 1297 por ésta, Olavarría 3300-2900, Avenida Vélez Sársfield 800-550, Avenida Amancio Alcorta 2000-1400, Avenida Doctor Ramón Carrillo 1-50, Doctor Enrique Finochietto 1300-1200, Salta 2200-1700, Avenida Brasil 1200-1000, Bernardo De Irigoyen 1500-1300, Av. 9 de Julio, Carlos Pellegrini 900-1100, Avenida Santa Fe, Avenida Callao, Avenida General Las Heras 2100-4300, Calzada Circular De Plaza Italia, Avenida Santa Fe 4200-4900, Avenida Luis María Campos 1-1200, Avenida Federico Lacroze 1800-1700, Soldado de la Independencia 1100-1200, Teodoro García 1800-2400, Avenida Cabildo 900-5000, Cruce Avenida General Paz, Avenida Maipú, Juan Bautista Alberdi, Doctor Jonas Salk, Díaz Vélez, Coronel Uzal, San Lorenzo, Intendente Coronel Amaro Ávalos Hasta Domingo De Acassuso.
Regreso: Desde Intendente Coronel Amaro Ávalos Y Domingo De Acassuso Por Domingo De Acassuso, Cazadores De Coquimbo, San Lorenzo, Colectora de la Autopista Ingeniero Pascual Palazzo, Debenedetti, España, Roque Sáenz Peña, Avenida Maipú, Cruce Avenida General Paz, Avenida Cabildo 5000-1000, Avenida Federico Lacroze 2500-1900, Avenida Luis María Campos 1200-1, Avenida Santa Fe 4900-4100, Calzada Circular De Plaza Italia, Avenida General Las Heras 4300-1600, Montevideo 1400-1100, Avenida Santa Fe 1600-900, Av. 9 de Julio, Lima 1340-1400, Constitución 1100-1200, Lima Oeste 1400-1700, Avenida Brasil 1200-1100, Lima 1700-2000, Avenida Caseros 1300-1500, Avenida Amancio Alcorta 1400-1700, Los Patos 1700-2000, Avenida Vélez Sársfield 300-800, Olavarría 2900-3300, Luna hasta el 1297.

### FraccionamientoEst. Buenos Aires-Puente SaavedraHasta Pte Saavedra
Ida: Desde Luna 1297 por ésta, Olavarría 3300-2900, Avenida Vélez Sársfield 800-550, Avenida Amancio Alcorta 2000-1400, Avenida Doctor Ramón Carrillo 1-50, Doctor Enrique Finochietto 1300-1200, Salta 2200-1700, Avenida Brasil 1200-1000, Bernardo De Irigoyen 1500-1300, Av. 9 de Julio, Carlos Pellegrini 900-1100, Avenida Santa Fe, Avenida Callao, Avenida General Las Heras 2100-4300, Calzada Circular De Plaza Italia, Avenida Santa Fe 4200-4900, Avenida Luis María Campos 1-1200, Avenida Federico Lacroze 1800-1700, Soldado de la Independencia 1100-1200, Teodoro García 1800-2400, Avenida Cabildo 900-5000, Cruce Avenida General Paz, Av. Maipú, hasta Estación de Colectivos Urbanos Pte. Saavedra donde estaciona.
Regreso: Desde Est. de Colectivos Pte. Saavedra, por Avenida Maipú, Cruce Avenida General Paz, Avenida Cabildo 5000-1000, Avenida Federico Lacroze 2500-1900, Avenida Luis María Campos 1200-1, Avenida Santa Fe 4900-4100, Calzada Circular De Plaza Italia, Avenida General Las Heras 4300-1600, Montevideo 1400-1100, Avenida Santa Fe 1600-900, Av. 9 de Julio, Lima 1340-1400, Constitución 1100-1200, Lima Oeste 1400-1700, Avenida Brasil 1200-1100, Lima 1700-2000, Avenida Caseros 1300-1500, Av. Amancio Alcorta 1400-1700, Los Patos 1700-2000, Avenida Vélez Sársfield 300-800, Olavarría 2900-3300, Luna hasta el 1297.

### Rápido x 1 La LucilaEst. Buenos Aires-MunroX Autopista
Ida: Desde Luna 1297 por ésta, Olavarría 3300-2900, Avenida Veles Sarsfield 800-550, Avenida Amancio Alcorta 2000-1400, Avenida Doctor Ramón Carrillo 1-50, Doctor Enrique Finochietto 1300-1200, Salta 2200-1700, Avenida Brasil 1200-1000, Bernardo De Irigoyen 1500-1300, Av. 9 de Julio, Autopista Arturo Illia, Autopista Int. Cantilo, Avenida General Paz, Bajada Maipú, Avenida Maipú, Francisco Borges, La Rioja, Roma, Guillermo Rawson, Paraná, Juan De Garay, Díaz Vélez, Coronel Uzal, San Lorenzo, Intendente Coronel Amaro Ávalos Hasta Domingo De Acassuso.
Regreso:  Desde Intendente Coronel Amaro Ávalos Y Domingo De Acassuso Por Domingo De Acassuso, Cazadores De Coquimbo, San Lorenzo, Colectora de la Autopista Ingeniero Pascual Palazzo, Debenedetti, Avenida Maipú, Cruce Avenida General Paz,Avenida General Paz, Autopista Leopoldo Lugones, Autopista Arturo Illia, Av. 9 de Julio, Lima 1340-1400, Constitución 1100-1200, Lima Oeste 1400-1700, Avenida Brasil 1200-1100, Lima 1700-2000, Avenida Caseros 1300-1500, Avenida Amancio Alcorta 1400-1700, Los Patos 1700-2000, Avenida Vélez Sársfield 300-800, Olavarría 2900-3300, Luna hasta el 1297.

### Rápido x 2 Barrio GolfEst. Buenos Aires-MunroX Autopista
Ida: Desde Luna 1297 por ésta, Olavarría 3300-2900, Avenida Veles Sarsfield 800-550, Avenida Amancio Alcorta 2000-1400, Avenida Doctor Ramón Carrillo 1-50, Doctor Enrique Finochietto 1300-1200, Salta 2200-1700, Avenida Brasil 1200-1000, Bernardo De Irigoyen 1500-1300, Av. 9 de Julio, Autopista Arturo Illia, Autopista Int. Cantilo, Avenida General Paz, Bajada Maipú, Avenida Maipú, Juan Bautista Alberdi, Doctor Jonas Salk, Díaz Vélez, Coronel Uzal, San Lorenzo, Intendente Coronel Amaro Ávalos Hasta Domingo De Acassuso.
Regreso: Desde Intendente Coronel Amaro Ávalos Y Domingo De Acassuso Por Domingo De Acassuso, Cazadores De Coquimbo, San Lorenzo, Colectora de la Autopista Ingeniero Pascual Palazzo, Debenedetti, España, Roque Sáenz Peña, Avenida Maipú, Cruce Avenida General Paz,Avenida General Paz, Autopista Leopoldo Lugones, Autopista Arturo Illia, Av. 9 de Julio, Lima 1340-1400, Constitución 1100-1200, Lima Oeste 1400-1700, Avenida Brasil 1200-1100, Lima 1700-2000, Avenida Caseros 1300-1500, Avenida Amancio Alcorta 1400-1700, Los Patos 1700-2000, Avenida Vélez Sársfield 300-800, Olavarría 2900-3300, Luna hasta el 1297.
Característica del servicio: Hacia Munro carga pasajeros solo hasta Nueve de Julio y Paraguay y Descarga a partir de Avenida Maipú y Avenida General Paz. De Regreso solo carga pasajeros hasta Av. Maipú y Av. Gral Paz y descarga a partir de Nueve de Julio y Paraguay.

### Fraccionamiento 2Plaza Constitución-MunroX 1LA LUCILA
Ida: Desde Avenida Brasil 1200-1000, Bernardo De Irigoyen 1500-1300, Av. 9 de Julio, Carlos Pellegrini 900-1100, Avenida Santa Fe, Avenida Callao, Avenida General Las Heras 2100-4300, Calzada Circular De Plaza Italia, Avenida Santa Fe 4200-4900, Avenida Luis María Campos 1-1200, Avenida Federico Lacroze 1800-1700, Soldado de la Independencia 1100-1200, Teodoro García 1800-2400, Avenida Cabildo 900-5000, Cruce Avenida General Paz, Avenida Maipú, Ricardo Gutiérrez, H. Wineberg, Francisco Borges, La Rioja, Roma, Guillermo Rawson, Paraná, Juan De Garay, Díaz Vélez, Coronel Uzal, San Lorenzo, Intendente Coronel Amaro Ávalos Hasta Domingo De Acassuso.
Regreso: Desde Intendente Coronel Amaro Ávalos Y Domingo De Acassuso Por Domingo De Acassuso, Cazadores De Coquimbo, San Lorenzo, Colectora de la Autopista Ingeniero Pascual Palazzo, Debenedetti, Avenida Maipú, Paraná, Guillermo Rawson, Mariano Pelliza, Salta, Juan Bautista Alberdi, Avenida Maipú, Cruce Avenida General Paz, Avenida Cabildo 5000-1000, Avenida Federico Lacroze 2500-1900, Avenida Luis María Campos 1200-1, Avenida Santa Fe 4900-4100, Calzada Circular De Plaza Italia, Avenida General Las Heras 4300-1600, Montevideo 1400-1100, Avenida Santa Fe 1600-900, Av. 9 de Julio, Lima 1340-1400, Constitución 1100-1200, Lima Oeste 1400-1700 hasta Avenida Brasil 1200-1100.

### Fraccionamiento 3Plaza Constitución-MunroX 2 BARRIO GOLF
Ida: Desde Avenida Brasil 1200-1000, Bernardo De Irigoyen 1500-1300, Av. 9 de Julio, Carlos Pellegrini 900-1100, Avenida Santa Fe, Avenida Callao, Avenida General Las Heras 2100-4300, Calzada Circular De Plaza Italia, Avenida Santa Fe 4200-4900, Avenida Luis María Campos 1-1200, Avenida Federico Lacroze 1800-1700, Soldado de la Independencia 1100-1200, Teodoro García 1800-2400, Avenida Cabildo 900-5000, Cruce Avenida General Paz, Avenida Maipú, Ricardo Gutiérrez, Córdoba, Juan Bautista Alberdi, Doctor Jonas Salk, Díaz Vélez, Coronel Uzal, San Lorenzo, Intendente Coronel Amaro Ávalos Hasta Domingo De Acassuso.
Regreso: Desde Intendente Coronel Amaro Ávalos Y Domingo De Acassuso Por Domingo De Acassuso, Cazadores De Coquimbo, San Lorenzo, Colectora de la Autopista Ingeniero Pascual Palazzo, Debenedetti, España, Roque Sáenz Peña, Avenida Maipú, Cruce Avenida General Paz, Avenida Cabildo 5000-1000, Avenida Federico Lacroze 2500-1900, Avenida Luis María Campos 1200-1, Avenida Santa Fe 4900-4100, Calzada Circular De Plaza Italia, Avenida General Las Heras 4300-1600, Montevideo 1400-1100, Avenida Santa Fe 1600-900, Av. 9 de Julio, Lima 1340-1400, Constitución 1100-1200, Lima Oeste 1400-1700 hasta Avenida Brasil 1200-1100.

## Lugares de Interés
- Estadio Claudio Chiqui Tapia
- Estación Buenos Aires (línea Belgrano Sur)
- Estación Constitución
- Zona Céntrica de Capital Federal
- Obelisco de Buenos Aires
- Recoleta (Buenos Aires)
- Plaza Vicente López y Planes
- Cementerio de la Recoleta
- Av. Gral. Las Heras
- Facultad de Ingeniería
- Hospital Rivadavia
- Parque Gral. Las Heras
- Zoológico de Buenos Aires
- Parque Thays
- Plaza Italia
- Exposición Rural Argentina
- Pacífico
- Regimientos 1º y 2º de Infantería
- Plaza Falucho
- Hospital Militar Central
- El Solar de la Abadía
- Av. Cabildo
- Cabildo y Juramento (zona comercial)
- Puente Saavedra
- Av. Maipú (partido de Vte. López)
- Quinta Presidencial
- Estación Mitre
- Barrio Golf (Olivos)
- Estación Borges
- La Lucila
- Munro